# USS Pratt (DE-363)
USS Pratt (DE-363) là một tàu hộ tống khu trục lớp John C. Butler từng phục vụ cùng Hải quân Hoa Kỳ trong Chiến tranh Thế giới thứ hai. Nó là chiếc tàu chiến duy nhất của Hải quân Hoa Kỳ được đặt cái tên này, theo tên Thiếu tá Thủy quân Lục chiến Malcolm Lewis Pratt (1891–1942) và con ông Trung úy Thủy quân Lục chiến John Lester Pratt (1920-1943). Bác sĩ quân y Malcolm Lewis Pratt từng được tặng thưởng Huân chương Chữ thập Hải quân trong Chiến tranh Thế giới thứ nhất, đã phục vụ trở lại cùng Sư đoàn 1 Thủy quân Lục chiến trong Chiến dịch Guadalcanal và đã mất tích trong một hoạt động tại sông Mantanikau, Guadalcanal vào ngày 13 tháng 8, 1942. Trung úy John Lester Pratt đã tử trận tại Guadalcanal vào ngày 22 tháng 1, 1943. Con tàu đã phục vụ trong suốt Thế chiến II, được cho ngừng hoạt động sau khi xung đột chấm dứt vào năm 1946, và cuối cùng bị bán để tháo dỡ vào năm 1973. 

## Thiết kế và chế tạo
Lớp John C. Butler được thiết kế nhằm đáp ứng nhu cầu một số lượng lớn nhưng rẻ tiền của một kiểu tàu hộ tống chống tàu ngầm để hộ tống các đoàn tàu vận tải vượt đại dương. Chúng có chiều dài chung 306 foot (93,3 m), mạn tàu rộng 36 foot 10 inch (11,2 m) và mớn nước 13 foot 4 inch (4,1 m), trọng lượng choán nước tiêu chuẩn 1.350 tấn Anh (1.372 t), và lên đến 1.745 tấn Anh (1.773 t) khi đầy tải, với một thủy thủ đoàn bao gồm 14 sĩ quan và 201 thủy thủ. Con tàu được vận hành bởi hai turbine hơi nước hộp số Westinghouse; hơi nước được cung cấp bởi hai nồi hơi "D" Express, tạo ra công suất 12.000 mã lực càng (8.900 kW) và cho phép đạt được tốc độ tối đa 24 hải lý trên giờ (44 km/h; 28 mph). Nó có tầm hoạt động 6.000 hải lý (11.000 km; 6.900 mi) ở tốc độ đường trường 12 hải lý trên giờ (22 km/h; 14 mph).
Dàn vũ khí chính bao gồm hai tháp pháo 5-inch/38 caliber đa dụng nòng đơn, được dẫn đường bởi hệ thống điều khiển hỏa lực Mark 51; vũ khí phòng không gồm hai khẩu đội Bofors 40 mm L/60 nòng đôi và mười khẩu Oerlikon 20 mm nòng đơn cũng được dẫn đường bởi hệ thống Mark 51. Ngoài ba ống phóng ngư lôi 21 inch (533 mm), vũ khí chống ngầm bao gồm hai đường ray thả mìn sâu, tám máy phóng mìn sâu K-gun cùng một dàn súng cối chống ngầm Hedgehog. Con tàu được trang bị sonar kiểu QC, radar dò tìm mặt biển SL và radar dò tìm không trung SA.
Pratt được đặt lườn tại xưởng tàu của hãng Consolidated Steel Corporation ở Orange, Texas vào ngày 11 tháng 4, 1944. Nó được hạ thủy vào ngày 1 tháng 6, 1944, được đỡ đầu bởi bà Malcolm L. Pratt, vợ góa của Thiếu tá Bác sĩ M. L. Pratt và là mẹ của Trung úy J. L. Pratt. Con tàu được cho nhập biên chế cùng Hải quân Hoa Kỳ vào ngày 18 tháng 9, 1944 dưới quyền chỉ huy của Hạm trưởng, Thiếu tá Hải quân Robert Hume Wanless.

## Lịch sử hoạt động
Sau khi hoàn tất việc chạy thử máy huấn luyện tại khu vực Bermuda và sửa chữa sau chạy thử máy, Pratt cùng với Đội hộ tống 85 khởi hành để đi đến vùng kênh đào Panama do được điều động sang khu vực Mặt trận Thái Bình Dương. Nó tiếp tục hướng đến khu vực Tây Nam Thái Bình Dương, đi đến đảo Manus thuộc quần đảo Admiralty vào ngày 7 tháng 1, 1945. Con tàu tham gia hộ tống các đoàn tàu vận tải đi lại giữa Hollandia, New Guinea và quần đảo Philippine cho đến ngày 25 tháng 5, rồi trong giai đoạn từ đó cho đến ngày 25 tháng 8 đã phục vụ huấn luyện và hộ tống cho các tàu ngầm Hoa Kỳ và Anh Quốc tại khu vực vịnh Subic, cũng như tuần tra trên các tuyến đường hàng hải tại vùng bờ biển Tây Bắc của đảo Luzon, Philippines.
Sau khi Nhật Bản chấp nhận đầu hàng vào ngày 15 tháng 8, giúp chấm dứt vĩnh viễn cuộc xung đột, Pratt gia nhập Đội đặc nhiệm 70.4 và lên đường đi sang Okinawa để tham gia vào lực lượng chiếm đóng Triều Tiên. Nó khởi hành vào ngày 5 tháng 9 để đi sang Jinsen, giúp thành lập một căn cứ thủy phi cơ tại đây, rồi cùng tàu tiếp liệu thủy phi cơ Currituck (AV-7) và tàu hộ tống khu trục chị em Rombach (DE-364) lên đường đi sang Thượng Hải, Trung Quốc. Nó lại chuyển đến Đại Cô Khẩu ở ngoại vi Thiên Tân vào ngày 28 tháng 9, tiếp tục hỗ trợ cho việc xây dựng một căn cứ thủy phi cơ tại đây.
Vào ngày 21 tháng 11, Pratt đi đến để bắt đầu hành trình quay trở về Hoa Kỳ, về đến San Pedro, Los Angeles vào ngày 16 tháng 12, 1945.
Nó được cho xuất biên chế vào ngày 14 tháng 6, 1945 và được đưa về Hạm đội Dự bị Thái Bình Dương, thoạt tiên neo đậu tại Stockton, California; rồi được chuyển đến Mare Island vào năm 1959. Tên nó được cho rút khỏi danh sách Đăng bạ Hải quân vào ngày 15 tháng 3, 1972, và con tàu bị bán để tháo dỡ vào ngày 15 tháng 1, 1973. 

## Phần thưởng
Nguồn: Navsource Naval History
|  |  |  |
|  |  |  |

| Huân chương Chiến dịch Hoa Kỳ        | Huân chương Chiến dịch Hoa Kỳ           | Huân chương Chiến dịch Châu Á-Thái Bình Dương | Huân chương Chiến dịch Châu Á-Thái Bình Dương  |
| Huân chương Chiến thắng Thế Chiến II | Huân chương Phục vụ Chiếm đóng Hải quân | Huân chương Phục vụ Chiếm đóng Hải quân       | Huân chương Giải phóng Philippine (Philippine) |